# Neolinocarpon penniseti
Neolinocarpon penniseti är en svampart som beskrevs av Bhilab.& K.D. Hyde 2006. Neolinocarpon penniseti ingår i släktet Neolinocarpon, klassen Sordariomycetes, divisionen sporsäcksvampar och riket svampar.   Inga underarter finns listade i Catalogue of Life.